# Odoardo I Farnese
Odoardo I Farnese av Parma , född 1612, död 1646, var en monark (hertig) av Parma från 1622 till 1646.